# Cacajao ayresi
Cacajao ayresi é uma espécie de uacari, descrito em 2008 na Amazônia brasileira. Foi descoberto por Jean-Phillipe Boubli da Universidade de Auckland depois de seguir Ianomâmis em suas caçadas ao longo do Rio Aracá, um tributário do Rio Negro. Foi descrito juntamente com o Cacajao hosomi. Até esse ano, essa espécie de uacari era considerada subespécie do já conhecido uacari-preto.
O nome foi dado em homenagem a José Márcio Ayres, antigo zoológo do Wildlife Conservation Society. José Márcio Ayres, falecido em 2003, foi pioneiro nos estudos dos uacaris.
Pouco se conhece sobre essa espécie, mas baseado no conhecimento atual, é a que possui a menor distribuição geográfica, sendo menor do que 5000 km² e 6000 km², e o único não encontrado em nenhum área protegida. Embora poucas pessoas vivam em sua área de distribuição, é caçado, provavelmente, periodicamente.